# حسن الطریدی
حسن الطریدی (انگلیسی: Hassan Al-Traidi؛ زادهٔ ۸ سپتامبر ۱۹۸۹) یک ورزشکار اهل عربستان سعودی است.